# Gus Edwards
Augustus Edwards (Monrovia, 13 aprile 1995) è un giocatore di football americano statunitense che milita nel ruolo di running back per i Los Angeles Chargers della National Football League (NFL).

## Carriera

### Baltimore Ravens

#### Stagione 2018
Edwards firmò con i Baltimore Ravens dopo non essere stato scelto nel Draft il 4 maggio 2018. Fu svincolato il 1º settembre 2018 e il giorno successivo rifirmò con la squadra di allenamento. Fu promosso nel roster attivo il 13 ottobre 2018. Debuttò come professionista nel sesto turno nella vittoria per 21–0 sui Tennessee Titans correndo 10 volte per 42 yard. Nella vittoria della settimana 11 contro i Cincinnati Bengals corse 17 volte per 115 yard e un touchdown.
Il 25 novembre Edwards corse 23 volte per 118 yard nella vittoria sugli Oakland Raiders. Divenne così il primo rookie dei Ravens a correre oltre 100 yard in due gare consecutive da Jamal Lewis nel 2000. Chiuse la stagione guidando la squadra con 718 yard corse, oltre a 2 touchdown. Fu inoltre quinto tra i rookie della NFL in yard corse. Nel primo turno di playoff contro i Los Angeles Chargers corse 23 yard nella sconfitta per 23–17.

#### Stagione 2019
Nella settimana 11 contro gli Houston Texans, Edwards corse 8 volte per 112 yard e un touchdown nella vittoria per 41–7. Nell'ultimo turno contro i Pittsburgh Steelers corse 21 volte per 130 yard nella vittoria per 28–10. La sua stagione 2019 si chiuse con 711 yard corse e 2 marcature.

#### Stagione 2020
Edwards firmò un nuovo contratto di un anno con i Ravens il 28 luglio 2020.
Nella settimana 13 contro i Dallas Cowboys, Edwards corse 101 yard su sette tentativi nella vittoria per 34–17. Nel turno successivo contro i Cleveland Browns corse 7 volte per 49 yard e segnò due touchdown nella vittoria per 47–42. Nel 2020 disputò tutte le 16 partite, di cui 6 come titolare, con 723 yard corse e 6 touchdown, oltre a 129 yard ricevute.

#### Stagione 2021
Il 7 giugno 2021 Edwards firmò un nuovo contratto biennale da 10 milioni di dollari. Il 9 settembre si ruppe il legamento crociato anteriore durante un allenamento, chiudendo la sua stagione. Il giorno successivo fu inserito in lista infortunati.

#### Stagione 2022
Edwards il 23 agosto 2022, prima dell'inizio infortunati, fu inserito in lista riserve. Tornò nel roster attivo il 22 ottobre. Nella sua prima gara dal ritorno in campo segnò due touchdown su corsa contro i Browns nella vittoria per 23-20 della settimana 7. Nel 2022 disputò 9 partite, di cui 4 come titolare, con 433 yard corse e 3 touchdown.

#### Stagione 2023
Nella vittoria dell'ottavo turno contro gli Arizona Cardinals, Edwards corse 80 yard e segnò tre touchdown, venendo premiato come running back della settimana. Nel turno successivo segnò altri due touchdown nella vittoria sui Seattle Seahawks giungendo a quota sette nel 2023, già un nuovo primato personale a poco più di metà stagione.

## Palmarès
- Running back della settimana: 1

8ª del 2023